# Église Notre-Dame de Bernardswiller
Pour les articles homonymes, voir Église Notre-Dame.
L'église Notre-Dame est un monument historique situé à Bernardswiller, dans le département français du Bas-Rhin.

## Localisation
Ce bâtiment est situé place de l'Église à Bernardswiller.

## Historique
L'édifice fait l'objet d'une inscription au titre des monuments historiques depuis 1934.

## Architecture

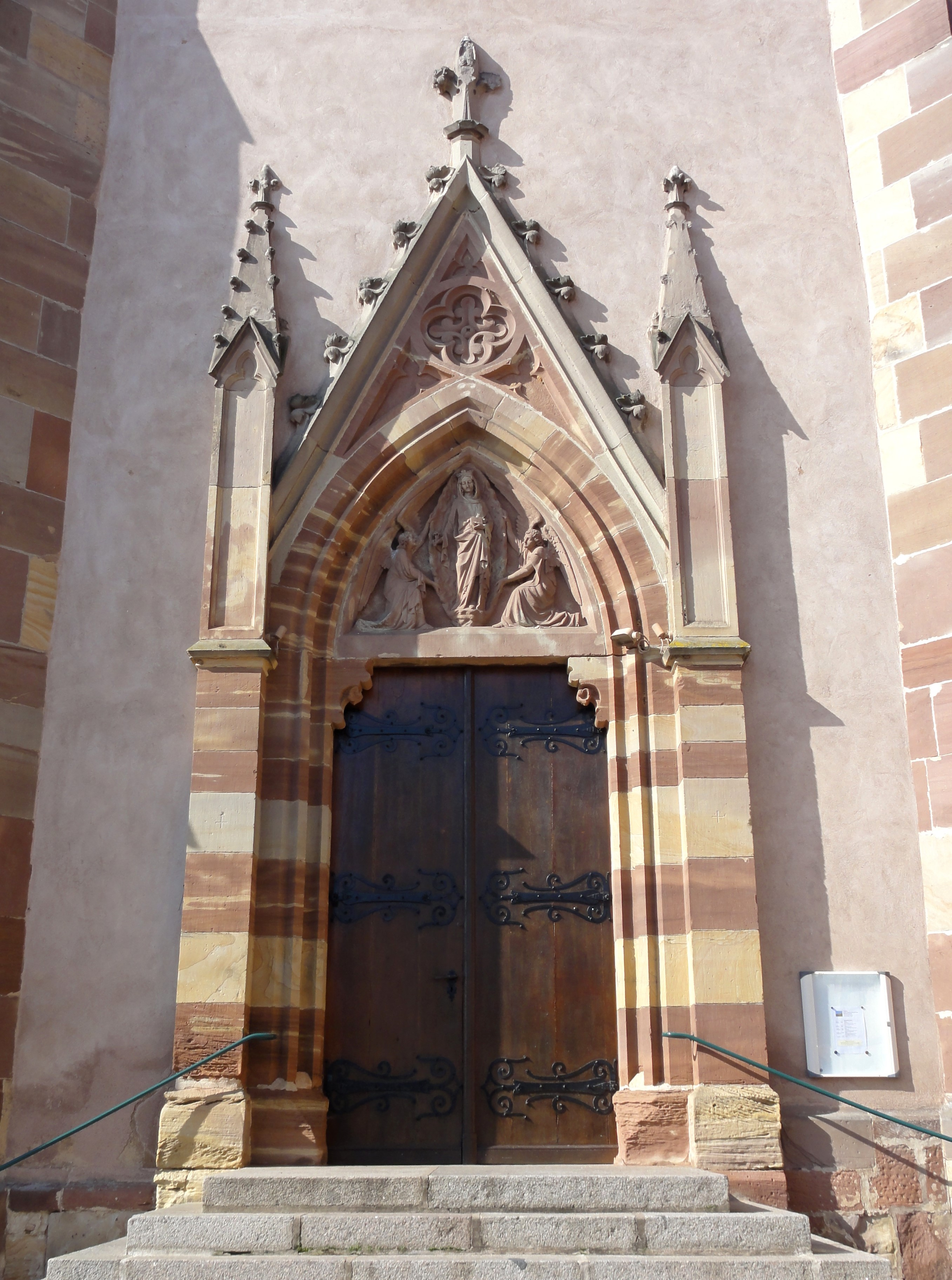
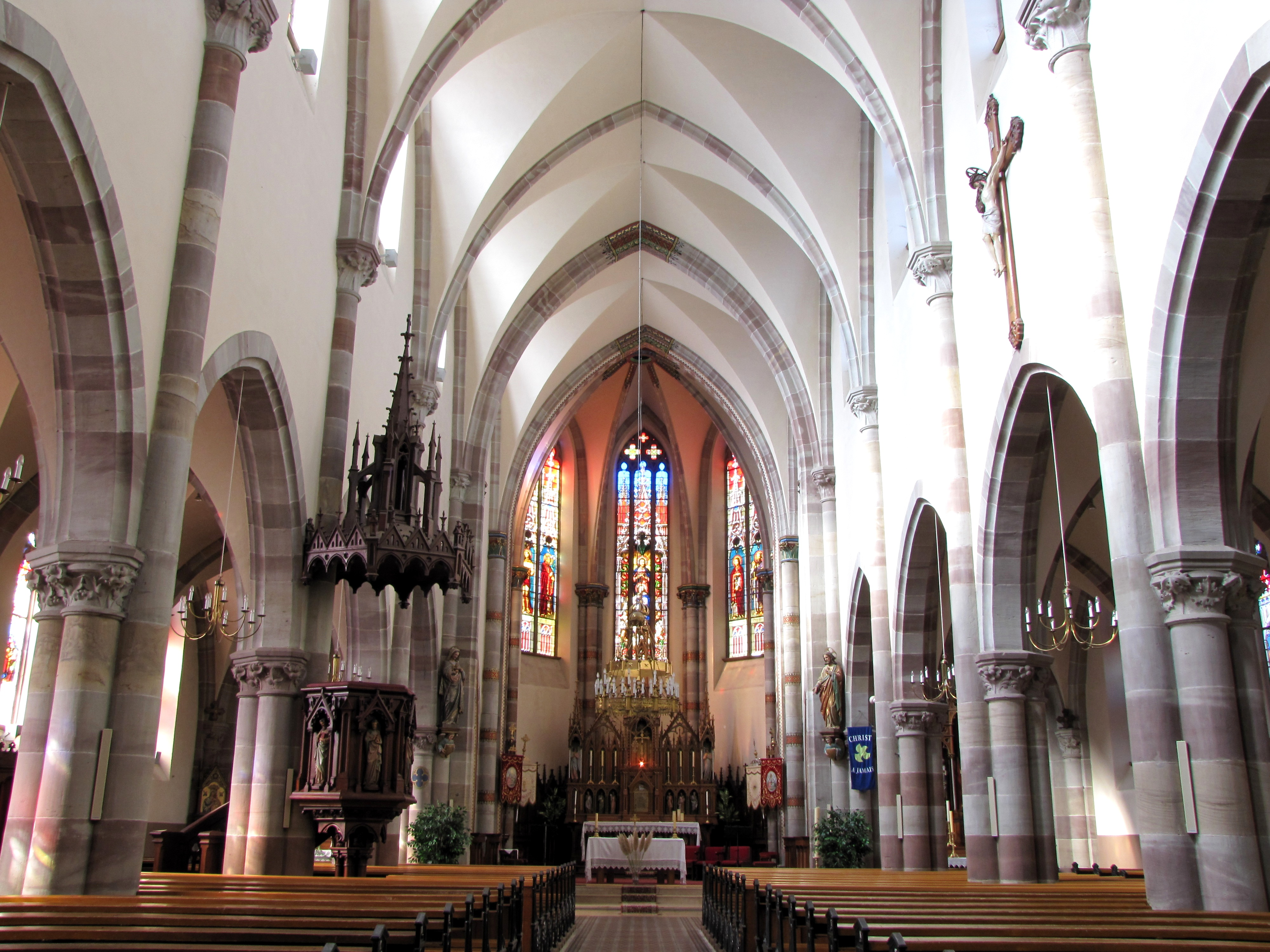
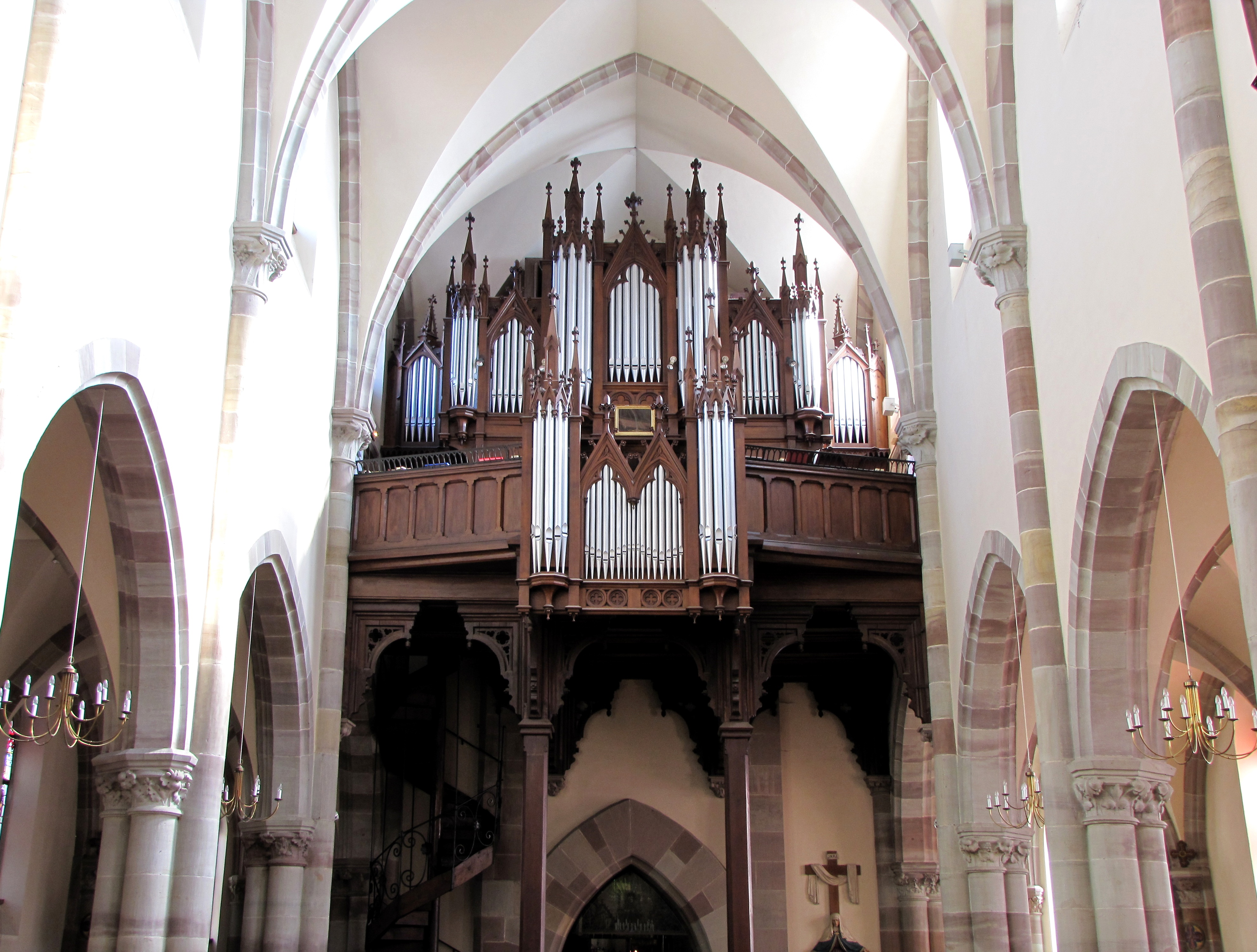
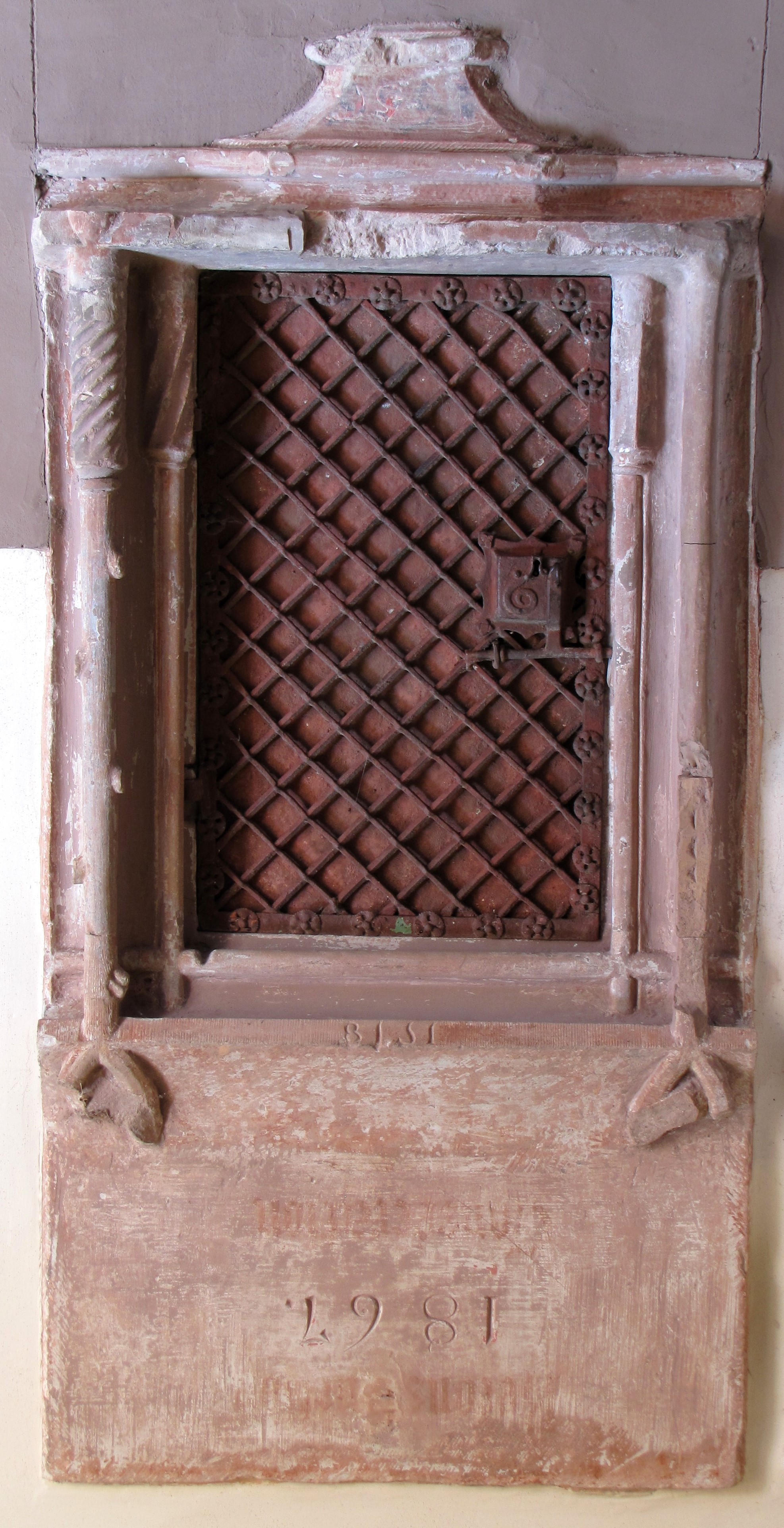